# Баб ас-Сагир
Баб ас-Саги́р (араб. باب الصغير‎ — Малые ворота) — кладбище в Дамаске, непосредственно за одноимёнными воротами, южнее мечети Омейядов.
На кладбище захоронены сподвижники пророка Мухаммеда: Асма бинт Умайс, Абу ад-Дарда. На нём похоронены 2 жены пророка Мухаммада. Кладбище имеет большое значение для шиитов, потому что там похоронены головы павших в битве при Кербеле.